# ۲۵ (پیش از میلاد)
۲۵ (پیش از میلاد) ۲۵مین سال قبل از تقویم میلادی است.